# Rondibilis bispinosa
Rondibilis bispinosa là một loài bọ cánh cứng trong họ Cerambycidae.